# Хули Леонис

Хули Леонис е български астролог, енергиен терапевт и автор на множество книги с астрологична и езотерични тематика. Той е популярен с холистичния си подход, който комбинира класическата астрология и родовия анализ в неговия авторски метод “Разходка в гората”.

## Образование и професионална подготовка
Интересът му към астрологията се заражда след изследване на редица дисциплини, свързани с езотериката като хиромантия и нумерология. Хули Леонис е завършил специалност „Класическа астрология" в Академията по астрология в Москва, където се е обучавал при известният астролог Михаил Левин.

## Професионална дейност
Професионалната дейност на Хули Леонис започва с изготвяне на писмени анализи през 2010 г, а от 2015 стартира индивидуални консултации на живо. През 2015-а г. започва и организирането на събития, които в началото са под формата на лекционни срещи, а по-късно започва работа с родовата енергия и високо вибрационни честоти.
Хули Леонис специализира в сферата на личните взаимоотношения: отношенията родители–дете, партньорските взаимоотношения, връзката на човека със самия себе си. Той съчетава класическото астрологично познание с изследването на родовата енергия и пречупва тълкуванията си през сферата на психологията и енергийната терапия.
Хули Леонис е разработил собствен метод на терапия, наречен “Разходка в гората”. Той представлява разговор между съзнанието и подсъзнанието, под формата на игра на визуализации, в която отговорите идват от подсъзнанието на самия човек. По своята същност методът представлява терапевтична дейност, свързана със себепознание.